# تومي ميرسر
تومي ميرسر (بالإنجليزية: Crimson)‏ (و. 1985  م) هو مصارع محترف، وممثل أمريكي، ولد في كليفلاند، أوهايو.

## الخدمة العسكرية
خدم في القوات البرية للولايات المتحدة.

## وصلات خارجية
- تومي ميرسر على موقع IMDb (الإنجليزية)
- تومي ميرسر على موقع CageMatch worker (الإنجليزية)
- تومي ميرسر على موقع قاعدة بيانات المصارعة على الإنترنت (الإنجليزية)
- تومي ميرسر على موقع عالم المصارعة على الإنترنت (الإنجليزية)
- تومي ميرسر على موقع عالم المصارعة على الإنترنت (الإنجليزية)

- تومي ميرسر في قاعدة بيانات الأفلام على الإنترنت